# Agrupación Palmera de Independientes
Agrupación Palmera de Independientes (API) fue un partido político español de centroderecha insularista de la isla de La Palma fundado por antiguos alcaldes y concejales de la Unión de Centro Democrático (UCD). 
Formó parte de las Agrupaciones Independientes de Canarias (AIC) desde la creación de éstas en 1985. En las elecciones municipales de 1983 acudió formando candidaturas independientes de ámbito municipal como Progresistas Independientes de Los Llanos de Aridane, Progresistas Independientes de Breña Alta, Grupo Electoral Libre de El Paso o Agrupación Democrática Electoral de San Andrés y Sauces. En las elecciones al Senado español de 1986 acudió en la circunscripción insular bajo las siglas de las AIC. En las elecciones al Parlamento de Canarias de 1987 logra dos diputados, y en las elecciones a los Cabildos Insulares de 1987 y las elecciones locales de ese mismo año logran 5 consejeros en el Cabildo Insular de La Palma y las alcaldías de Breña Alta, Breña Baja, El Paso, Los Llanos de Aridane y Puntallana. En 1991 se consolida como principal fuerza política de la isla de La Palma, logrando la presidencia del Cabildo Insular y logrando 3 diputados en el Parlamento de Canarias, aunque disminuyendo el número de concejales (de 46 a 44). En 1995 se integra en Coalición Canaria.